# Shuttle diplomacy

En diplomatie et en relations internationales, la shuttle diplomacy ou « diplomatie de la navette » consiste en l'action d'une tierce partie qui sert d'intermédiaire entre les différents belligérants d'un conflit. Souvent, l'intermédiaire exerce son influence par des visites répétées auprès de chaque partie prise séparément. Cet exercice est appelé "navette diplomatique". 
Le terme a été employé la première fois pour désigner les efforts du Secrétaire d'État américain Henry Kissinger au Moyen-Orient . Après la sortie de l'Égypte de la sphère d'influence soviétique, les États-Unis cherchent un second appui dans la région et poussent Israël et l'Égypte à engager un processus de paix après la guerre du Kippour en octobre 1973. Les accords de Camp David en 1978 en sont la réalisation concrète.